# Natalia Millán
Natalia Millán (Madrid, 27 de novembre de 1969) és una actriu, ballarina i cantant espanyola.

## Biografia
Va començar a estudiar al Centre Universitari d'Arts TAI a l'edat de 16 anys, rebent lliçons de cant, jazz, actuació i ball clàssic. Després d'especialitzar-se en el món de l'actuació, va treballar un període com a cantant professional. Amb 18 anys ingressa a l'Escola de Ballet Nacional Espanyol, on estudia amb Aurora Pons, Juana Taft i Victoria Eugenia i va continuar perfeccionant la seva formació clàssica i contemporània en els anys següents amb mestres de la talla de Carmen Roche (va ser alumna d'aquesta escola), expressió corporal amb Arnold Taraborrelli i Agustín Belús, actuació amb Jorge Eines, Antonio Llopis, Luis Olmos i per fi cant a l'Escola de Música creativa i a l'Escola Popular de Música.
Va afermar la seva trajectòria en els escenaris espanyols amb la seva presència en la Companyia Teatre de la Dansa: La pasión de Drácula, Al fin...Solos, Hazme de la noche un cuento, de Jorge Márquez, Mata-Hari o La Reina del Nilo. I en la Companyia Nacional de Teatre Clàssic, on va interpretar papers principals en els espectacles: La gran sultana i Fuenteovejuna.
Va participar en la pel·lícula El Cepo en 1982, interpretant un personatge amb el seu mateix nom.
Després en 1986 va treballar en el programa de TVE El domingo es nuestro. Va intervenir a A mi manera, al costat de Jesús Hermida i va participar al programa Inocente, Inocente.
El 1987 va col·laborar amb Luis Eduardo Aute en el seu treball discogràfic Templo, cantant la poesia Tengo Sed i com a corista en cançons com a Idiosincrasia.
Va participar com a ballarina i cantant d'un grup en 1996 en la pel·lícula Tu nombre envenena mis sueños, de Pilar Miró i seguidament a la sèrie de televisió El súper (1996-1999), interpretant el personatge de Julia Ponce. A més, interpretava les sintonies inicial i final de la sèrie, que després van ser publicades en un CD que va sortir a la venda en l'estiu de 1997.
A meitat de la tercera temporada de El Súper, va actuar com a protagonista en l'espectacle La última aventura, fent gira per moltes ciutats d'Espanya com Múrcia, La Corunya, Bilbao, València i Madrid.
En 2001 va actuar en l'espectacle de Fernando Arrabal El cementerio de automóviles al costat d'actors de la talla de Juan Gea, Carmen Belloch i Alberto Delgado, i a La Música de Jorge Eines, al costat de Jesús Noguero.
Després del gran èxit obtingut gràcies a El Súper, va ser contractada per a la sèrie d'Antena 3 Policías, en el corazón de la calle (2000-2001) en la que interpretava la inspectora Lola Ruiz, i Un paso adelante (2002-2003) en la que donava vida a la professora de ball clàssic Adela Ramos.
En 2003 li ofereixen, per primera vegada, un paper com a protagonista en la pel·lícula Nubes de verano, que es va estrenar en les pantalles espanyoles a l'abril de 2004. Aquest mateix 2003 deixa el paper de Un Paso Adelante per tornar al teatre interpretant Sally Bowles al musical Cabaret. Dos anys més tard participa en la pel·lícula de Mateo Gil, Retorno a Moira, que formava part de la sèrie Películas para no dormir.
Al final de las tres temporadas de Cabaret al Nuevo Teatro Alcalá de Madrid el 2006, fou contractada per la pel·lícula El meu últim estiu amb Marian, sota la direcció del valencià Vicente Monsonís, al costat de l'italià Fabio Testi, emesa l'agost de 2007 a TV3.
Entre 2007 i 2010 va encarnar el paper d' Elsa en la popular sèrie de televisió El internado.
A començament de 2008 va participar com a jurat en el programa de Cuatro Tienes talento, versió espanyola del popular programa anglès Britain's got talent.
Al maig del mateix any es va estrenar l'obra teatral El mercader de Venècia, en la qual interpreta a Porcia, sota la direcció de l'irlandès Denis Rafter i al costat d'actors com Fernando Conde, fundador de la companyia teatral Darek Teatre, i Juan Gea.
Participà en la pel·lícula Sangre de mayo (2008), rodada per la commemoració del bicentenari de la independència espanyola dels francesos de 1808 i dirigida per José Luis Garci, en el paper d' Anastasia.
En 2009 es posa al capdavant del musical Chicago i un any més tard, de nou sobre les taules, va protagonitzar una nova versió de l'obra de Miguel Delibes Cinco horas con Mario.
Des de setembre de 2011 intervé a la sèrie de Televisió Espanyola Amar en tiempos revueltos.
El 10 de febrer de 2013, la cadena privada de televisió, Telecinco, va anunciar que Natalia Millán participaria en el programa ¡Mira quién salta!. El 19 de març de 2013, l'actriu va fitxar, solament per a uns pocs capítols, per la sèrie Dreamland School que es va emetre a Cuatro. Més tard l'abril de 2013 va fitxar Velvet on interpreta Gloria, madrastra de Miguel Ángel Silvestre.
El març de 2014, es va anunciar la seva col·laboració com a presentadora al costat de Sandra Barneda o Beatriz Montañez entre d'altres, en el nou programa de les matinades de Telecinco, Hable con ellas on es va mantenir fins a finals de juny, mes en què va deixar el programa.
Al novembre de 2015, estrena la sèrie juvenil Yo quisiera a Divinity on interpreta a Isabel, la mare de Llana. Va participar en la primera temporada d'El Ministerio del Tiempo, encarnant el paper de "Lola Mendieta".
El 2017 fitxa per Secretos de estado nova sèrie de Telecinco al costat de Miryam Gallego, Jesús Castro Romero, Miquel Fernández, entre d'altres. Des d'octubre d'aquest mateix any protagonitza, al Teatro Nuevo Alcalá, l'obra musical Billy Elliot.

## Filmografia

### Pel·lícules
| Pel·lícules | Pel·lícules                   | Pel·lícules | Pel·lícules     |
| Any         | Títol                         | Personatge  | Notes           |
| ----------- | ----------------------------- | ----------- | --------------- |
| 1984        | Fiebre de danza               | Mujer       | Paper menor     |
| 1988        | No hagas planes con Marga     | Ángela      | Paper secundari |
| 1996        | Tu nombre envenena mis sueños | Natalia     | Paper secundari |
| 1997        | El tiempo perdido             | Natalia     | Curtmetratge    |
| 2003        | Salvaje                       | Isabel      | Telefilm        |
| 2003        | Atraco a las 3... y media     | Eloísa      | Paper secundari |
| 2004        | Nubes de verano               | Ana         | Paper principal |
| 2006        | Regreso a Moira               | Moira       | Telefilm        |
| 2007        | Mi último verano con Marián   | Andrea      | Telefilm        |
| 2008        | Sangre de mayo                | Anastasia   | Papel principal |
| 2013        | El paraguas de colores        | Ela         | Curtmetratge    |

### Sèries de televisió
| Any            | Sèrie                               | Cadena    | Personatges                | Episodis     |
| -------------- | ----------------------------------- | --------- | -------------------------- | ------------ |
| 1996 - 1999    | El Súper                            | Telecinco | Julia Ponce                | 738 episodis |
| 2000           | El comisario                        | Telecinco | Inspectora Miranda Miranda | 2 episodis   |
| 2000 - 2001    | Policías, en el corazón de la calle | Antena 3  | Lola Ruiz                  | 16 episodis  |
| 2001           | Antivicio                           | Antena 3  | Dona                       | 1 episodi    |
| 2001           | 7 vidas                             | Telecinco | Elena Díaz                 | 1 episodi    |
| 2001           | Agente 700                          | La 1      | Anastasia Kudepief         | 1 episodi    |
| 2002 - 2003    | Un paso adelante                    | Antena 3  | Adela Ramos                | 44 episodis  |
| 2007 - 2010    | El internado                        | Antena 3  | Elsa Fernández             | 69 episodis  |
| 2011           | Los Quién                           | Antena 3  | Elisa Alarcia              | 1 episodi    |
| 2011 - 2012    | Amar en tiempos revueltos           | La 1      | Angélica Valdés            | 176 episodis |
| 2014 - 2015    | Velvet                              | Antena 3  | Doña Gloria Campos         | 22 episodis  |
| 2014           | Dreamland                           | Cuatro    | Daniella                   | 8 episodis   |
| 2015 - 2017    | El Ministerio del Tiempo            | La 1      | Dolores "Lola" Mendieta    | 8 episodis   |
| 2015 - 2018    | Yo quisiera                         | Divinity  | Isabel Madero Montesinos   | 86 episodis  |
| 2019           | Secretos de Estado                  | Telecinco | Marisa                     | 13 episodis  |
| 2020 - present | Cuéntame cómo pasó                  | La 1      | Catalina                   | ¿? episodis  |

### Programes de televisió
| Programes de televisió | Programes de televisió | Programes de televisió | Programes de televisió |
| Any                    | Títol                  | Cadena                 | Notes                  |
| ---------------------- | ---------------------- | ---------------------- | ---------------------- |
| 2006                   | Empieza el espectáculo | La 1                   | Jurat                  |
| 2008                   | Tienes talento         | Cuatro                 | Jurat                  |
| 2013                   | ¡Mira quién salta!     | Telecinco              | Concursant             |
| 2014                   | Hable con ellas        | Telecinco              | Presentadora           |
| 2016                   | Tu cara me suena       | Antena 3               | Invitada               |
| 2017                   | El gran reto musical   | TVE                    | Invitada               |

### Teatre
| Obres de teatre | Obres de teatre                 | Obres de teatre      | Obres de teatre |
| Any             | Títol                           | Personatge           | Notes           |
| --------------- | ------------------------------- | -------------------- | --------------- |
| 1982            | My Fair Lady                    | Ballarina            | Paper menor     |
| 1984            | Jesus Christ Superstar          | Noia                 | Paper menor     |
| 1989            | Frank V                         | Ballarina            | Paper menor     |
| 1990 - 1991     | La pasión de Drácula            | Molly                | Paper secundari |
| 1991            | Hazme de la noche un cuento     | Noia de blanc        | Paper menor     |
| 1992            | La gran sultana                 | Ballarina            | Paper menor     |
| 1992 - 1993     | Al fin solos                    | Mare Amparo          | Paper secundari |
| 1993            | Fuenteovejuna                   | Jacinta              | Paper secundari |
| 1999            | La última aventura              | Sisi                 | Paper principal |
| 2001            | La música                       | Anne Marie Roche     | Paper principal |
| 2003 - 2006     | Cabaret                         | Sally Bowles         | Paper principal |
| 2008 - 2009     | El mercader de Venècia          | Porcia               | Paper principal |
| 2009 - 2010     | Chicago                         | Velma Kelly          | Paper principal |
| 2010 - 2014     | Cinco horas con Mario           | Carmen Sotillo       | Paper principal |
| 2012            | Anfitrión                       | Alcmena              | Paper principal |
| 2013 - 2016     | ¿Hacemos un trío?               | Natalia              | Paper principal |
| 2014 - 2015     | Donde hay agravios no hay celos | Doña Ana de Alvarado | Paper principal |
| 2015 - 2016     | La vídua alegre                 | Hanna Glawari        | Paper principal |
| 2015 - 2016     | Windermere Club                 | Señora Nadir         | Paper principal |
| 2016 - 2017     | La mentira                      | Alicia               | Paper principal |
| 2017 - 2018     | Billy Elliot                    | Mrs. Wilkinson       | Paper principal |

## Premis i candidatures

### Premis Teatro Musical
| Any  | Categoria                  | Pel·lícula              | Resultat   |
| ---- | -------------------------- | ----------------------- | ---------- |
| 2018 | Millor Actriu Protagonista | Billy Elliot el Musical | Guanyadora |

Premis Valle-Inclán de Teatre
| Any  | Pel·lícula              | Resultat |
| ---- | ----------------------- | -------- |
| 2018 | Billy Elliot el Musical | Nominada |

### Premis Turia
| Any  | Categoria     | Pel·lícula      | Resultat   |
| ---- | ------------- | --------------- | ---------- |
| 2005 | Millor actriu | Nubes de verano | Guanyadora |

### Fotogramas de Plata
| Any  | Categoria               | Pel·lícula            | Resultat |
| ---- | ----------------------- | --------------------- | -------- |
| 2011 | Millor actriu de teatre | Cinco horas con Mario | Nominada |
| 2009 | Millor actriu de teatre | Chicago               | Nominada |
| 2003 | Millor actriu de teatre | Cabaret               | Nominada |

### Premis Teatro de Rojas
| Any  | Categoria                     | Pel·lícula             | Resultat   |
| ---- | ----------------------------- | ---------------------- | ---------- |
| 2008 | Millor interpretació femenina | El mercader de Venècia | Guanyadora |

### Premis Ercilla
| Any  | Categoria                     | Pel·lícula             | Resultat |
| ---- | ----------------------------- | ---------------------- | -------- |
| 2009 | Millor interpretació femenina | El mercader de Venècia | Nominada |